# (1604) Tombaugh
(1604) Tombaugh ist ein Asteroid des Hauptgürtels, der am 24. März 1931 von Carl Otto Lampland am Lowell-Observatorium in Flagstaff, Arizona entdeckt wurde. 
Der Name des Asteroiden erinnert an den US-amerikanischen Astronomen Clyde William Tombaugh, der 1930 den Zwergplaneten Pluto entdeckte.